# Nimrod-expeditie

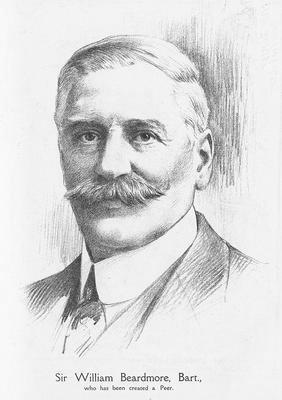
Sir William Beardmore, 1921

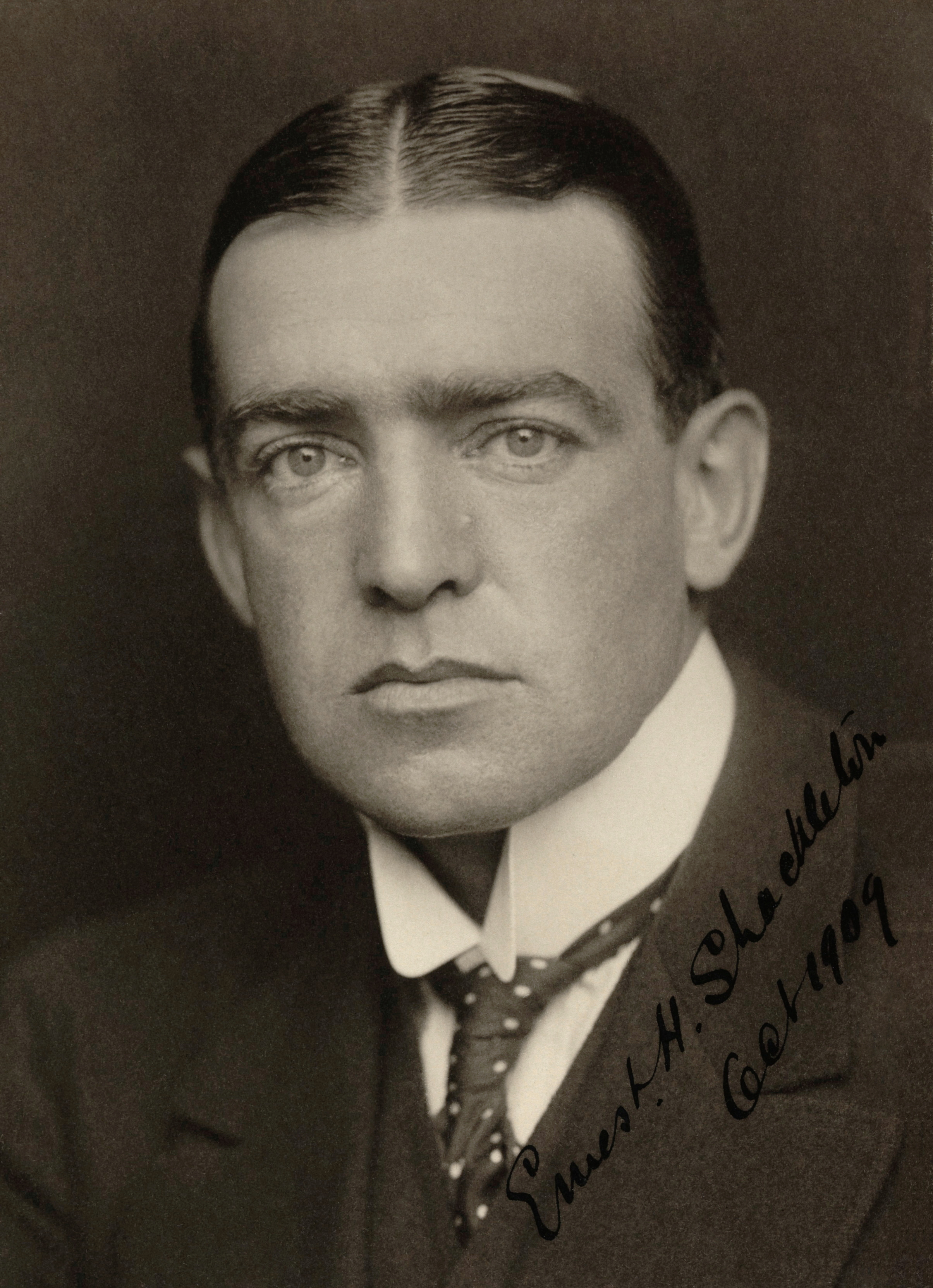
Ernest Shackleton (1907)

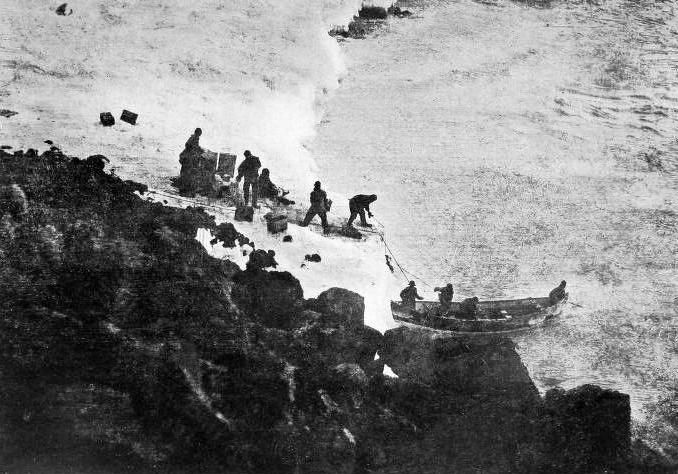
Het schip wordt ontladen (februari 1908)

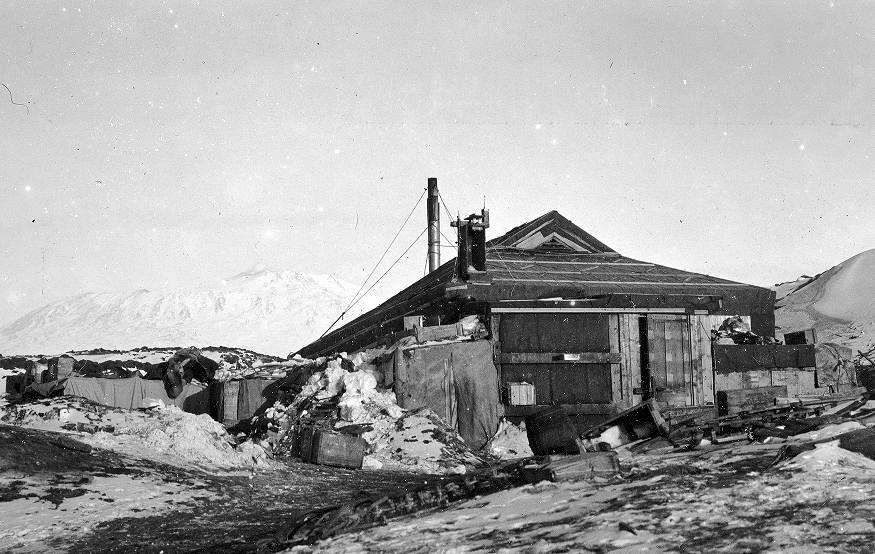
Expeditiehut op Kaap Royds met op de achtergrond Mount Erebus

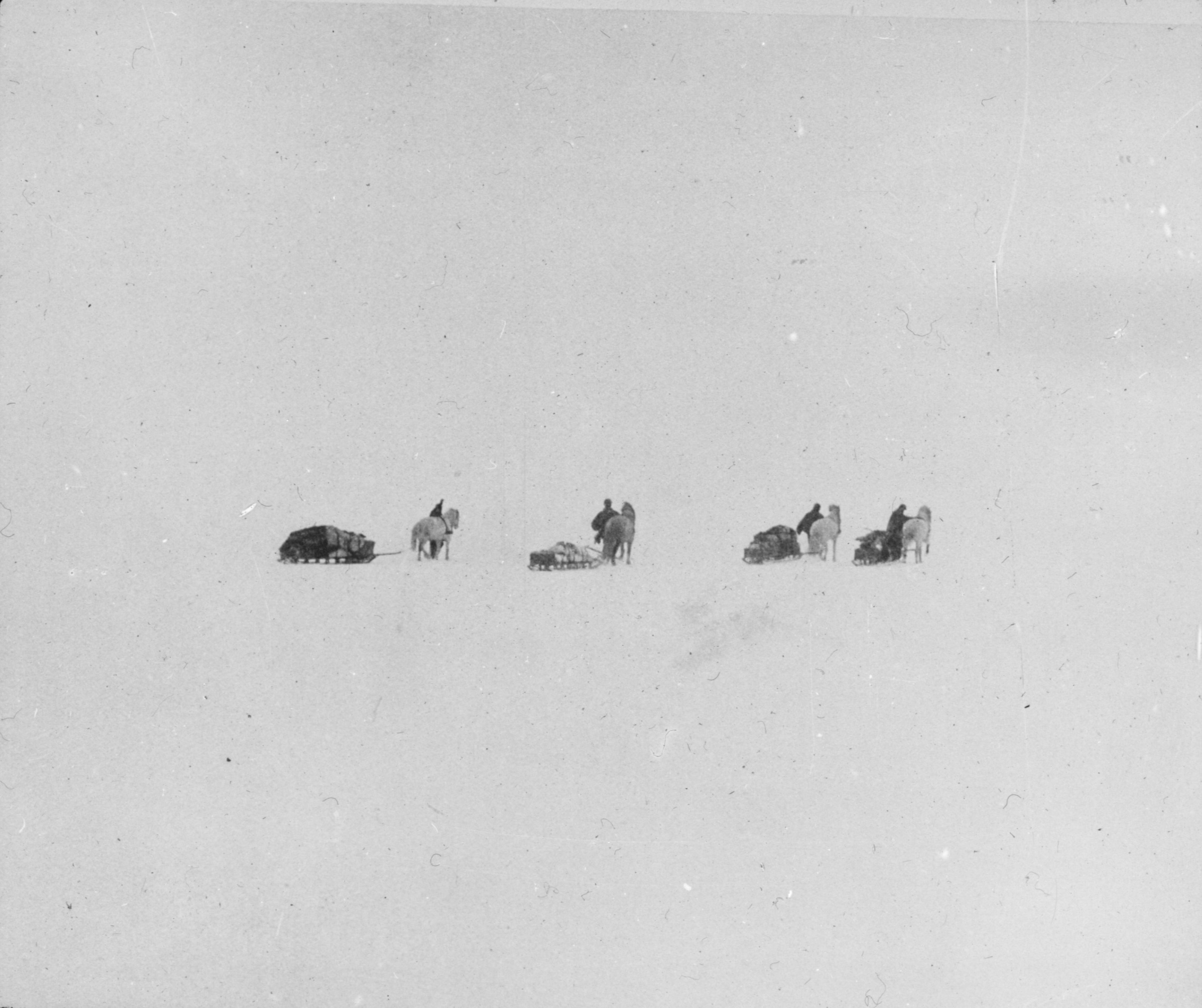
Shackleton, Wild, Adams en Marshall met de ponys' Grisi, Socks, Quan en Chinaman op 7 november 1908

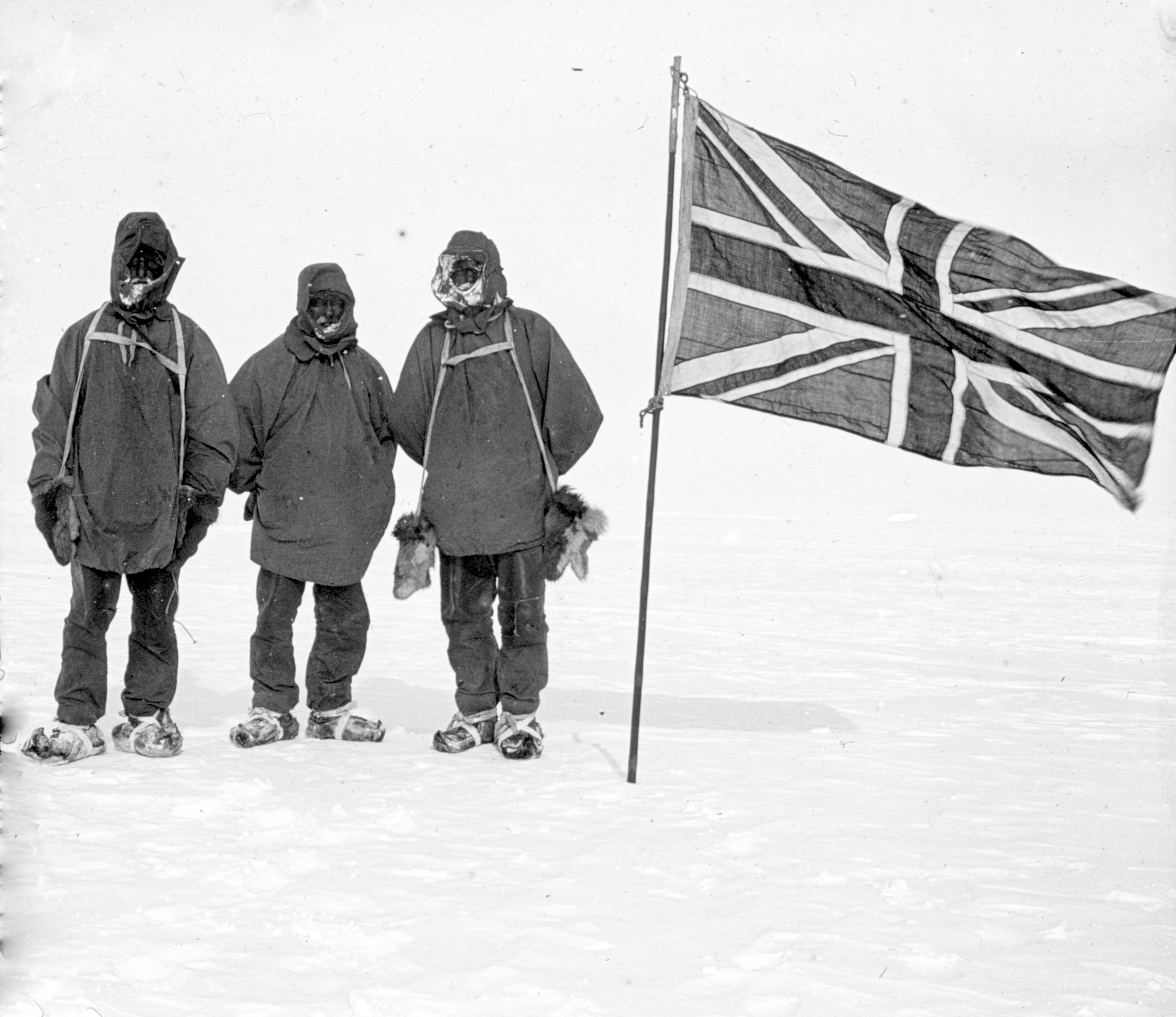
Jameson Adams, Frank Wild en Eric Marshall op 88°23 zuiderbreedte (foto genomen door Ernest Shackleton)

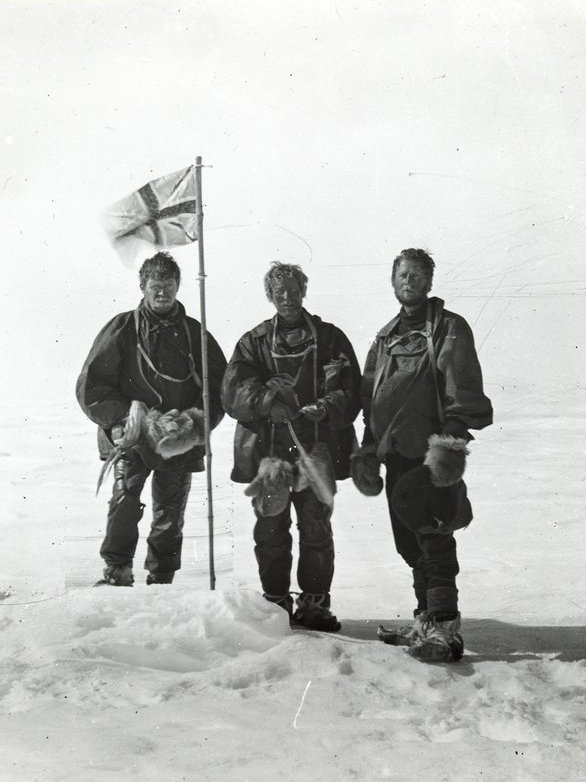
Mackay, Mawson en David op de magnetische zuidpool

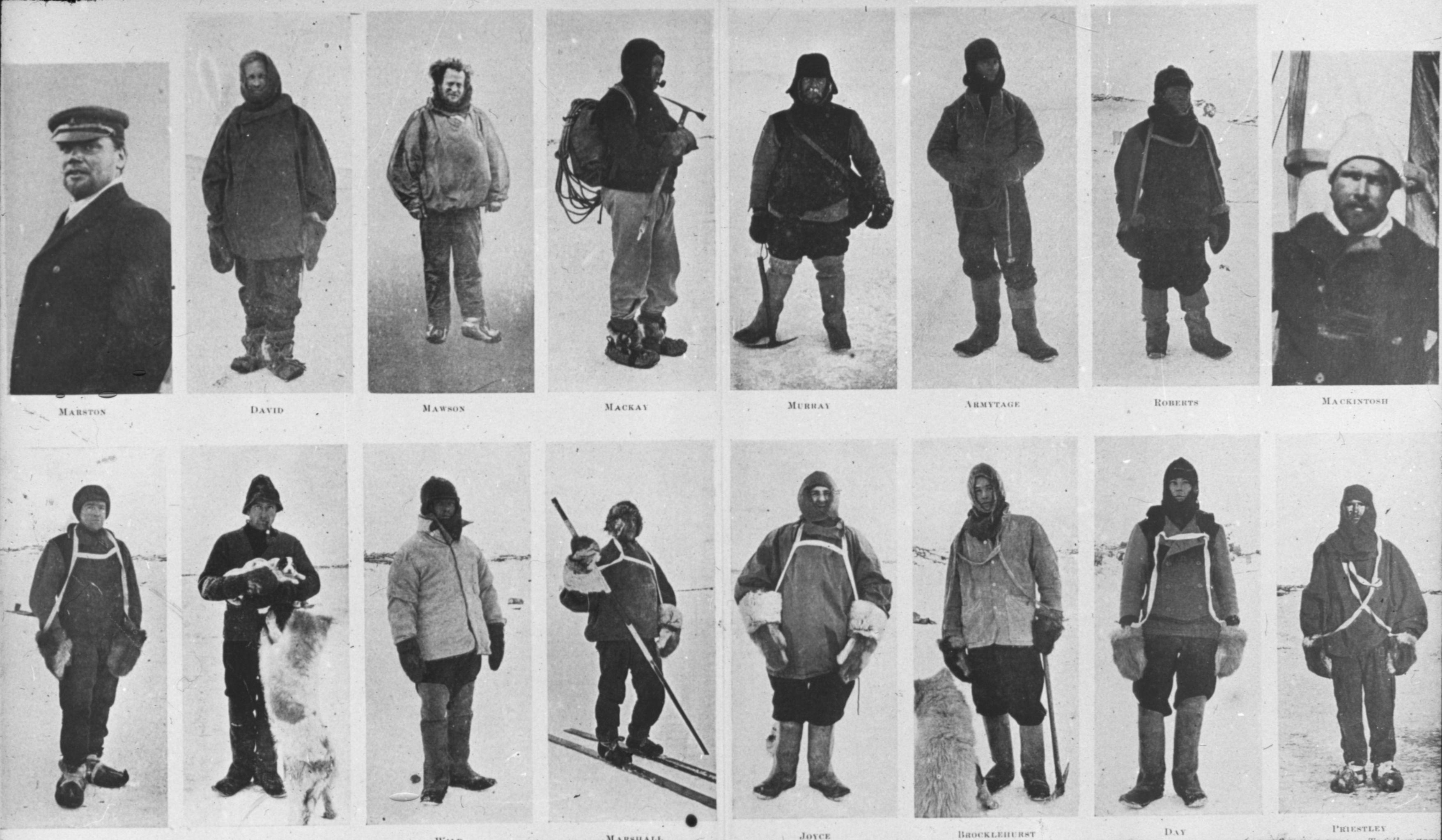
De expeditieleden op Antarctica
Boven (v.l.n.r.): George Marston, Edgeworth David, Douglas Mawson, Alistair Mackay, James Murray, Bertram Armytage, William Roberts, Aeneas Mackintosh
Onderste rij (v.l.n.r.): Ernest Shackleton, Jameson Adams, Frank Wild, Eric Marshall, Ernest Joyce, Philip Brocklehurst, Bernard Day, Raymond Priestley

De Nimrod-expeditie was de eerste van drie expedities op Antarctica die werden geleid door Ernest Shackleton (1907-1909). Het doel van de expeditie was om de eerste persoon te zijn op de Zuidpool. Dit is niet gelukt. Wel werd de meest zuidelijke plaats ooit bereikt door Ernest Shackleton, Frank Wild, Jameson Adams en Eric Marshall op 88°23 zuiderbreedte, op ongeveer 180 kilometer van de Zuidpool.
Een andere groep die ook aan de expeditie deelnam, onder leiding van Edgeworth David ging op zoek naar de magnetische zuidpool. Op 16 januari 1909 bereikte David, samen met zijn kompanen Douglas Mawson en Alistair Mackay de magnetische zuidpool. Deze expeditie bereikte ook als eerste de top van de Mount Erebus.

## Voorbereiding
Shackleton nam al deel aan de Discovery-expeditie onder leiding van Robert Falcon Scott. Tijdens deze expeditie werd Shackleton echter getroffen door scheurbuik. Ondanks dat Shackleton hiervan genas, stuurde Scott hem terug naar Engeland. De twee waren niet de beste vrienden en hadden geregeld meningsverschillen tijdens de expeditie. In 1905 omschreef Scott Shackleton als een invalide tijdens de expeditie. Het werd nu een missie voor Shackleton om te bereiken wat Scott nooit kon bereiken: de Zuidpool.
Het doel van zijn expeditie was drievoudig: een groep zou naar de Zuidpool gaan, een andere groep naar de magnetische zuidpool en een derde groep zou naar het schiereiland Edward VII trekken. Verder wou hij studies doen naar gletsjerdynamica en andere zaken die met glaciologie te maken hebben.
In William Beardmore vonden ze een geldschieter. Als tegenvoorstel zou Shackleton zijn plannen voorstellen aan de Royal Geographical Society. Dit deed hij in 1907. Shackletons doel was om Antarctica te bereiken in januari 1908. In 1907 had hij het schip Nimrod gekocht.

## Belangrijkste expeditieleden
| Naam                            | Nationaliteit       | Functie                                | Opmerkingen                                                       |
| ------------------------------- | ------------------- | -------------------------------------- | ----------------------------------------------------------------- |
| Ernest Shackleton (1874-1922)   | Ierland             | expeditieleider                        | Was reeds deelnemer aan de Discovery-expeditie                    |
| Jameson Adams (1880-1962)       | Engeland            | vice-expeditieleider, meteoroloog      | Beklom als eerste Mount Erebus (1908)                             |
| Frank Wild (1873-1939)          | Engeland            | proviandmeester                        | Was reeds deelnemer aan de Discovery-expeditie                    |
| Eric Marshall (1879-1963)       | Engeland            | hoofdarts van de expeditie, cartograaf | Beklom als eerste Mount Erebus (1908)                             |
| Edgeworth David (1858-1934)     | Wales/ Australië    | hoofdgeoloog                           | Beklom als eerste Mount Erebus (1908)                             |
| Douglas Mawson (1882-1958)      | Engeland            | geoloog                                | Beklom als eerste Mount Erebus (1908)                             |
| Alistair Mackay (1878-1914)     | Schotland           | chirurg                                | Beklom als eerste Mount Erebus (1908)                             |
| Bertram Armytage (1869-1910)    | Australië           | opzichter van de pony's                |                                                                   |
| Philip Brocklehurst (1887-1975) | Engeland            | geoloog                                | Beklom als eerste Mount Erebus (1908) (heeft de top niet bereikt) |
| Raymond Priestley (1886-1974)   | Engeland            | geoloog                                |                                                                   |
| Ernest Joyce (1875-1940)        | Engeland            | opzichter van de sledehonden           |                                                                   |
| George Marston (1882-1940)      | Engeland            | illustrator                            |                                                                   |
| John King Davis (1884-1967)     | Australië           | kapitein van de Nimrod                 |                                                                   |
| Aeneas Mackintosh (1879-1916)   | Schotland           | navigatie-officier                     |                                                                   |
| Rupert Michell (1879-1966)      | Canada              | scheepsarts                            |                                                                   |
| Henry Dunlop (1876-1931)        | Verenigd Koninkrijk | scheepswerktuigkundige                 |                                                                   |

## Expeditie

### De heenreis
De Nimrod vertrok op 5 augustus 1907 in Groot-Brittannië vanaf het Isle of Wight. Koning Eduard VII van het Verenigd Koninkrijk en koningin Alexandra van Denemarken waren bij deze gelegenheid aanwezig. De eerste bestemming was Lyttelton op Nieuw-Zeeland, vanwaar het schip op 1 januari 1908 vertrok naar Antarctica. Op 14 januari kwamen de eerste ijsbergen in zicht. In een baai kwam het schip veel walvissen tegen. De baai werd door Shackleton de Bay of Whales genoemd. Op 29 januari kwam het schip aan op Station McMurdo op McMurdo Sound. Shackleton wilde oorspronkelijk nog doorvaren tot Hut Point, de basis van de Discovery-expeditie, maar die doorgang was geblokkeerd door de bevroren zee. Shackleton besloot om een paar dagen af te wachten totdat het ijs meer gesmolten was. Tijdens deze rustperiode verloor expeditielid Aeneas Mackintosh zijn rechteroog door een ongeval. Mackintosh werd verzorgd door Eric Marshall en Alistair Mackay.
Op 3 februari besloot Shackleton niet langer te wachten en zijn basis te maken op Kaap Royds. Het basiskamp lag op 37 kilometer van Hut Point. Het ontladen van het schip was voltooid op 22 februari. Het schip voer terug naar Nieuw-Zeeland.

### Beklimming van Mount Erebus
Toen de weersomstandigheden beterden, beval Shackleton om als eerste de Mount Erebus te beklimmen. Tijdens de Discovery-expeditie waren Frank Wild en Ernest Joyce al aan de voet geweest van deze vulkaan, maar hadden ze nog niet beklommen. De expeditieleden die de Mount Erebus zouden beklimmen waren Edgeworth David, Douglas Mawson en Alistair Mackay. De groep die hen ondersteunde bestond uit Eric Marshall, Jameson Adams en Philip Brocklehurst. Ze begonnen op 5 maart aan de klim. Op 7 maart kwamen beide groepen samen om als 1 groep de vulkaan te beklimmen. Op 8 maart kon er niet geklommen worden vanwege een sneeuwstorm. Op 9 maart werd de beklimming hervat. Brocklehurst werd die dag in het kamp achtergelaten omdat hij met vrieswonden aan zijn voeten te kampen had. Vier uur na het vertrek aan het kamp bereikte het vijftal de top, waar ze een aantal experimenten deden alvorens terug te keren. Op 11 maart was de groep terug in het basiskamp bij Kaap Royds.

### Winter 1908
De expeditiehut, oppervlakte 10 x 5,8 meter, was eind februari klaar voor gebruik. In de hut was onder meer plaats voor een keuken en een laboratorium. Tijdens deze winter schreven Wild en Joyce ook het boek Aurora Australis, het eerste boek dat ooit op Antarctica werd geschreven. De illustraties in het boek waren van de hand van George Marston. De belangrijkste taak tijdens de winter was het voorbereiden van de tochten, die ondernomen zouden worden.

### Expeditie naar het Zuiden
Shackleton startte zijn tocht naar het Zuiden met vier personen op 29 oktober 1908. Buiten Shackleton namen Frank Wild, Jameson Adams en Eric Marshall deel aan de tocht. De keuze van vier personen was het gevolg van het aantal overlevende pony's in het basiskamp, namelijk vier. Zij vergezelden de mannen op de tocht. Shackleton had de totale afstand geschat op 2.791 kilometer. De geschatte tijd dat ze onderweg waren was 91 dagen, geteld dat ze 30 kilometer per dag konden afleggen. Omdat de weersomstandigheden bij aanvang slecht waren, schatte Shacketon dat de tocht 110 dagen zou duren. Eind november was de toestand van een pony zo slecht dat ze het dier moesten doden en met drie pony's verder reizen. Op dat moment was het viertal op ongeveer 81° zuiderbreedte gekomen.
Op 26 november 1908 verbraken ze het record van Robert Falcon Scott, die in 1902 tot op 82°17' zuiderbreedte was geraakt. Vanuit het basiskamp waren ze op dat moment 29 dagen onderweg. Scott deed in 1902 over dezelfde afstand 59 dagen. Shackleton had echter een oostelijkere route uitgekozen om de problemen te omzeilen die Scott destijds kende. Hoe zuidelijker de groep kwam, des te moeilijker kregen de pony's het te verduren. Twee pony's dienden opgeofferd te worden. Op 3 december ontdekte de groep de Beardmoregletsjer, genoemd naar de financierder van de expeditie William Beardmore. Op de gletsjer kreeg Socks, de laatst overblijvende pony, het moeilijk. Hij verdween op 7 december in een gletsjerspleet. Vanaf dit moment dienden ze zelf de sledes vooruit te trekken.
Met Kerstdag hadden ze de positie van 85°51' bereikt, op 461 kilometer van de Zuidpool. Ze hadden nog slechts voedsel voor een maand. Op 26 december was de afdaling van de gletsjer voltooid en konden ze verder over het Antarctisch Plateau. Op 1 januari 1909 bereikten ze 87°6,5' zuiderbreedte. Hiermee braken ze het record voor zowel de Zuidpool als de Noordpool. Op 4 januari besefte Shackteton dat de pool bereiken niet meer mogelijk was. Hij stelde een nieuw doel voorop: tot op 100 mijl van de pool komen.
Op 9 januari besliste de groep om niet verder zuidwaarts te stappen. Ze hadden 88°23' zuiderbreedte bereikt. Op 97,5 kilometer van de Zuidpool. De Britse vlag werd in de sneeuw geplant. Shackleton noemde het Antarctisch Plateau naar koning Edward VII.

### Terugtocht naar het basiskamp
Na 73 dagen zuidwaarts te zijn gereisd, zette de groep de terugtocht in. Hij hoopte binnen de 50 dagen het basiskamp te bereiken omdat de Nimrod uiterlijk op 1 maart weer koers moest zetten richting Nieuw-Zeeland. Op 19 januari waren ze opnieuw op de top van de Beardmoregletsjer. Ze hadden op dat moment nog voor vijf dagen voedsel, terwijl ze op de heenweg 12 dagen hadden gedaan over de afstand die hen nog restte tot het voedseldepot. Het depot werd bereikt op 28 januari. Wild was intussen ziek geworden en overleefde op beschuiten. De rest van de groep kreeg te maken met enteritis na het dagenlang eten van besmet ponyvlees. Door de sterke wind konden ze een zeil op de sledes zetten.
Op 23 februari bereikten ze het volgende voedseldepot, opgezet door Ernest Joyce. Op 28 februari werd de hut op Hut Point bereikt door Wild en Shackleton. Adams en Marshall moesten ze verzwakt achterlaten. De Nimrod merkte Wild en Shackleton op. Het duurde nog drie dagen vooraleer ook Adams en Marshall konden gered worden. Op 4 maart was iedereen veilig aan boord van de Nimrod.

### Expeditie naar het Noorden door David
Terwijl Shackleton zijn expeditie zuidwaarts plande, plande hij nog een andere tocht noordwaarts richting Victorialand onder leiding van Edgeworth David. Deze groep, bestaande uit Alistair Mackay, Douglas Mawson en David trachtte de magnetische zuidpool te bereiken. De mannen moesten zelf hun sledes trekken omdat er geen pony's meer beschikbaar waren. Op 5 oktober 1908 vertrok de groep noordwaarts.
Tegen eind oktober was de groep McMurdo Sound overgestoken. Na enkele weken verder wandelen langs de kustlijn, werd verder landinwaarts gegaan. Op 17 januari 1909 bereikten zij hun doel. De terugreis werd direct aangevat. Er moest nog 460 kilometer afgelegd worden. Op 31 januari kwamen ze terug in de buurt van de Nimrod, die hen echter door de slechte weersomstandigheden niet kon oppikken. Op 4 februari werd de groep aan boord gehesen.

### Na de expeditie
Op 23 maart 1909 was de expeditie terug in Nieuw-Zeeland. Op 14 juni 1909 werd Shackleton onthaald in het Charing Cross Station in Londen. Er wachtte hem een grote massa volk op, hoewel er ook ongeloof was omdat de zuiderbreedtes geënt waren op gegist bestek. Voor zijn verdiensten werd Shackleton opgenomen in de Koninklijke Orde van Victoria.
Drie jaar later zou Roald Amundsen er wel in slagen om de Zuidpool te bereiken. Tien jaar na de Nimrod-expeditie zonk de Nimrod op 31 januari 1919 in de Noordzee. Shackleton zelf overleed drie jaar later op expeditie in Antarctica. Een expeditie vond in 2010 intacte whiskyflessen terug op de locatie van het basiskamp, die er meer dan honderd jaar gelegen hadden.
In 2008 deed Henry Worsley de reis van Shackleton exact honderd jaar later over. Worsley zou acht jaar later niet slagen in een expeditie om de Zuidpool over te steken zonder gebruik te maken van externe hulpmiddelen. Hij overleed in een ziekenhuis in Punta Arenas nadat hij volledig uitgeput was aangetroffen op Antarctica.